# Marian Włosiński
Marian Włosiński (ur. 14 sierpnia 1923 w Bochni, zm. 20 marca 2005 w Krynicy-Zdroju) – polski malarz, fotograf, opiekun, a od 1962 roku także opiekun prawny Nikifora. 
Absolwent Akademii Sztuk Pięknych w Krakowie. Studia rozpoczął w 1945 roku. Praktykował w pracowni prof. Wojciecha Weissa, a następnie Zbigniewa Pronaszki oraz Zygmunta Radnickiego. W czasie wakacji wykorzystywał nabyte umiejętności i zarabiał na utrzymanie wykonując pamiątkowe fotografie dla kuracjuszy w Krynicy. Wówczas po raz pierwszy zetknął się z Nikiforem. Od 1950 lub 1952 roku pracował jako plastyk w Domach Zdrojowych w Krynicy, korzystał z pracowni w Starym Domu Zdrojowym. 
W roku 1960 zaopiekował się krynickim malarzem samoukiem Nikiforem. Przyjął go do swojej pracowni i otoczył opieką do jego śmierci w roku 1968. Załatwiał dla Nikifora elementarne sprawy życiowe – mieszkanie, jedzenie, miejsce, przybory i materiały do malowania oraz opiekę medyczną. Od 1962 roku był także formalnym, prawnym kuratorem artysty. Włosiński przyczynił się do zorganizowania w roku 1967 w warszawskiej Zachęcie retrospektywnej wystawy twórczości Nikifora. By opiekować się Nikiforem, zrezygnował z własnej twórczości. Spełniał wszystkie zachcianki Nikifora, poleciał z nim nawet na wakacje do Bułgarii. Wykonał trzysta fotografii artysty.

## Film
W filmie Krzysztofa Krauzego „Mój Nikifor” z 2004 postać Mariana Włosińskiego odtwarzał aktor Roman Gancarczyk.